# Friedrich Adalbert Maximilian Kuhn
Friedrich Adalbert Maximilian Kuhn (* 3. September 1842 in Berlin; † 13. Dezember 1894 in Berlin-Friedenau) war ein deutscher Botaniker. Häufig auch Maximilian Friedrich Adalbert Kuhn oder Maximilian (Max) Kuhn geschrieben.
Sein botanisches Autorenkürzel lautet „Kuhn“.

## Leben
Kuhn bestand 1862 am Kölnischen Gymnasium in Berlin sein Abitur. Sein Studium in Naturwissenschaften absolvierte er in Berlin, wo ihn Johannes von Hanstein, Hermann Karsten, vor allem aber Alexander Braun in Botanik unterrichteten.
Noch als Student 1865 beteiligte er sich unter der Leitung von Paul Friedrich August Ascherson an einer botanischen Forschungsreise in die Karpaten, deren wissenschaftliche Ergebnisse er bearbeiteten und in einem Bericht der Verhandlungen des botanischen Vereins der Provinz Brandenburg aus dem Jahre 1865 niederschrieb. Diese Aufzeichnungen wurden bisher nicht gedruckt bzw. veröffentlicht.
Inzwischen hatte sich Kuhn auf dem Gebiet der Farnkunde zu einer anerkannten Autorität herangebildet, so dass ihm 1866 nach dem Tod des Farnforschers Georg Heinrich Mettenius von dessen Schwiegervater Alexander Braun die Ordnung seines wissenschaftlichen Nachlasses übertragen wurde. Auf diese Weise entstanden die von Kuhn im 35. und 36. Band der Linnaea (1867/68) publizierten Reliquiae Mettenianae. Zeitgleich überließ man ihm die Bearbeitung der reichen Farnsammlung, die von einer Afrikaexpedition unter der Leitung von Baron Karl Klaus von der Decken mitgebracht wurden. Die ersten Resultate veröffentlichte Kuhn zunächst in seiner 1867 entstandenen Dissertation: Filices Deckenianae, während er den weitaus größeren Teil im Jahr darauf in den Filices Africanae zusammenfasste. Dieser Katalog aller bis dahin bekannter afrikanischen Kryptogamen ist das umfangreichste Werk Kuhns auf seinem Spezialgebiet geblieben.
Nach zweijähriger Gehilfentätigkeit am königlichen Herbarium in Berlin bestand Kuhn im Dezember 1868 seine Prüfung für das höhere Lehramt. Nach dem Probejahr wurde er 1870 an der damaligen Königstädtischen Realschule in Berlin als Lehrer angestellt und rückte 1879 zum Oberlehrer, 1889 schließlich zum Professor auf. Auf Grund seines langjährigen Herzleidens verschlechterte sich sein Gesundheitszustand derart, dass er bereits 1893 im Alter von 51 Jahren seine Pensionierung einreichen musste. Eine zur Linderung durchgeführte Amputation des rechten Unterschenkels konnte die Verschlechterung seiner Krankheit jedoch nicht aufgehalten und so erlag er 1894 einem Herzinfarkt auf seiner bei Berlin gelegenen ländlichen Besitzung.
Neben den schon genannten Farnsammlungen bearbeitete Kuhn noch diverse andere aus tropischen Gegenden, wie jene von Friedrich Carl Naumann auf der Reise der Gazelle während der Jahre 1874–76 gesammelten. Eine Aufzählung seiner Publikationen lassen sich im unten angeführten Nachruf von Paul Ascherson nachlesen. Kuhns umfangreiches Farnherbar nebst seinen handschriftlichen Hinterlassenschaften sowie ein Teil seiner Bücher vermachte seine Witwe dem Berliner botanischen Museum zum Geschenk.

## Werke
- Filices Deckenianae. Hrsg. Breitkopf & Haertel, Leipzig 1867, 26 S.
- Reliquiae Mettenianae. In: Linnaea Berlin: Ein Journal für die Botanik in ihrem ganzen Umfange. Hrsg. August Garcke, Bd. 35, Berlin 1867/1868: 385–394 und Bd. 36, 1869/1870: 41–169.
- Filices Africanae. Hrsg. W. Engelmann, Leipzig 1868, 233 S., 1 Tafel.
- Filices Novarum Hebridarum. Wien 1869, 18 S.
- Beiträge zur mexicanischen Farnflora. Hrsg. Schmidt, Halle 1869, 25 S.